# Best of Jelena Rozga
Best of Jelena Rozga prvi je kompilacijski album hrvatske pop pjevačice Jelene Rozge. Album je 2011. godine objavila diskografska kuća Croatia Records. Album sadrži dva CD-a, na jednom su najveći hitovi iz samostalne karijere kao što su "Razmažena", "Bižuterija", "Rodit ću ti 'ćer i sina", "Gospe moja", dok drugi CD sadrži najpoznatije hitove koje je otpjevala s grupom Magazinom poput "Ginem", "Da li znaš da te ne volim", "Ako poludim" te "Minus i plus".

## Pozadina
Jelena je početkom 2011. godine objavila drugi studijski album Bižuterija. Album je podržan istoimenom turnejom kojom je Jelena održala velike dvoranske koncerte u svim većim gradovima regije. U prosincu iste godine objavljena je kompilacija najuspješnijih pjesama objavljenih u samostalnoj karijeri i tijekom godina s Magazinom.

## Album
Album je podijeljen u dva dijela. Na prvom dijelu jednostavnog naziva Jelena Rozga nalaze se najveći hitovi u samostalnoj karijeri. Većina pjesama je s albuma Oprosti mala. Prvi dio otvoren je s novom pjesmom Razmažena, koju je Jelena 2011. godine izvela na festivalu zabavne glazbe Split. Ista pjesma kasnije se našla na Jeleninom trećem studijskom albumu Moderna žena. Također, na navedenom dijelu nalazi se i obrada pjesme Samo simpatija koju je Jelena otpjevala u čast pokojnom Đorđu Novkoviću. Na drugom dijelu nalaze se najveći hitovi objavljeni tijekom godina s Magazinom. Jelena je tijekom godina s Magazinom objavila 5 studijskih albuma.  

## Komercijalni uspjeh
Album je debitirao na mjestu broj osamnaest u prvom tjednu prodaje u Hrvatskoj, a u drugom tjednu dospio je mjesto broj tri. U trećem tjednu prodaje album dospio je na mjestu broj jedan, gdje je ostao četiri uzastopna tjedna. Album je nagrađen zlatnom certifikacijom.

## Popis pjesama
| 1.  | »Razmažena«                      | Tonči Huljić • Vjekoslava Huljić | Moderna žena      | 3:43 |
| 2.  | »Bižuterija«                     | Huljić • Huljić                  | Bižuterija        | 4:11 |
| 3.  | »Rodit ću ti 'ćer i sina«        | Huljić • Huljić                  | Bižuterija        | 3:44 |
| 4.  | »Gospe moja«                     | Huljić • Huljić                  | Oprosti mala      | 3:23 |
| 5.  | »Nemam (feat. Zlatko Pejaković)« | Huljić • Huljić                  | Oprosti mala      | 2:58 |
| 6.  | »Oprosti mala«                   | Huljić • Huljić                  | Oprosti mala      | 3:03 |
| 7.  | »Djevica«                        | Huljić • Huljić                  | Bižuterija        | 3:50 |
| 8.  | »Daj šta daš«                    | Huljić • Huljić                  | Bižuterija        | 3:27 |
| 9.  | »Ne zovi me Marija«              | Huljić • Huljić                  | Oprosti mala      | 3:03 |
| 10. | »Roza boja«                      | Đorđe Novković • Željko Pavičić  | Oprosti mala      | 3:20 |
| 11. | »Sve mi tvoje oči govore«        | Novković • Pavičić               | Oprosti mala      | 3:32 |
| 12. | »Roba s greškom«                 | Huljić • Huljić                  | Oprosti mala      | 3:55 |
| 13. | »Suze od kristala«               | Huljić • Huljić                  | Oprosti mala      | 3:56 |
| 14. | »Ja znam dobro šta mi je«        | Huljić • Huljić                  | Oprosti mala      | 3:43 |
| 15. | »Lijepa samo za tebe«            | Keith Thomas • Huljić            | Oprosti mala      | 4:37 |
| 16. | »Sve se meni čini da«            | Huljič • Huljić                  | Oprosti mala      | 4:11 |
| 17. | »Samo simpatija«                 | Novković • Željko Sabol          | Gold Collection 2 | 3:27 |

Napomene
- "Samo simpatija" obrada je istoimene pjesme koju je prvobitno otpjevala Meri Cetinić.

| 1.  | »Ginem«                                 | Tonči Huljić • Vjekoslava Huljić | Da si ti ja            | 4:01 |
| 2.  | »Da li znaš da te ne volim«             | Huljić • Huljić                  | Paaa..?                | 3:50 |
| 3.  | »Ne tiče me se«                         | Huljić • Huljić                  | Paaa..?                | 3:54 |
| 4.  | »Troši i uživaj«                        | Huljić • Huljić                  | Paaa..?                | 3:38 |
| 5.  | »'Ko me zove«                           | Huljić • Huljić                  | S druge strane mjeseca | 3:27 |
| 6.  | »Minus i plus«                          | Huljić • Huljić                  | Minus i plus           | 3:57 |
| 7.  | »Suze biserne«                          | Huljić • Huljić                  | Nebo boje moje ljubavi | 3:31 |
| 8.  | »Ako poludim«                           | Huljić • Huljić                  | Minus i plus           | 4:14 |
| 9.  | »Kad bi bio blizu«                      | Huljić • Huljić                  | Paaa..?                | 3:42 |
| 10. | »S druge strane mjeseca«                | Huljić • Huljić                  | S druge strane mjeseca | 4:11 |
| 11. | »Ne vjerujem tebi, ne vjerujem sebi«    | Huljić • Huljić                  | S druge strane mjeseca | 4:40 |
| 12. | »Jel' zbog nje«                         | Huljić • Huljić                  | Minus i plus           | 3:36 |
| 13. | »Minut' srca tvog«                      | Huljić • Huljić                  | Nebo boje moje ljubavi | 4:21 |
| 14. | »Nebo boje moje ljubavi«                | Huljić • Huljić                  | Nebo boje moje ljubavi | 4:15 |
| 15. | »Samo navika (feat. Oliver Dragojević)« | Huljić • Huljić                  | Nebo boje moje ljubavi | 4:09 |
| 16. | »Opijum«                                | Huljić • Huljić                  | Da si ti ja            | 2:56 |
| 17. | »Gutljaj vina«                          | Huljić • Huljić                  | Da si ti ja            | 5:06 |

## Top ljestvice
| Top ljestvica (2012.)             | Pozicija |
| --------------------------------- | -------- |
| Hrvatska nacionalna top ljestvica | 1        |

## Certifikacije
| Država   | Certifikacija |
| -------- | ------------- |
| Hrvatska | zlatna        |